# Innocence + Experience Tour
Innocence + Experience Tour – światowa trasa koncertowa zespołu U2, która odbyła się w 2015 r. Była to pierwsza trasa koncertowa od trasy Vertigo Tour, podczas której zespół zagrał na arenach. Trasa została podzielona na dwie części i obejmowała 76 koncertów.

## Scena
Scena została podzielona na dwie części. Pierwsza jej część miała kształt prostokąta; przedstawiała "niewinność". Druga część sceny była okrągła i przedstawiała "doświadczenie". Między obiema częściami sceny znajdował się chodnik, gdzie można było przejść z jednej części sceny na drugą. Ekran pokazujący film z koncertu został zawieszony nad przejściem między sceną i był położony równolegle do niej. Aparatura nagłośnienia znajdowała się w ekranie; co poprawiało akustykę dźwięku i umożliwiało rozprzestrzenienie się dźwięku po całej
arenie. Na głównej obudowie sceny znajdowały się trzy kratownice, na których zawieszano 16 opraw oświetleniowych; dodatkowe kratownice montowano wzdłuż krawędzi podłogi sceny.

## Program koncertów
Część 1:
1. "The Miracle (of Joey Ramone)"
2. "The Electric Co."
3. "Vertigo"
4. "I Will Follow"
5. "Iris (Hold Me Close)"
6. "Cedarwood Road"
7. "Song for Someone:
8. "Sunday Bloody Sunday"
9. "Raised by Wolves"
10. "Until the End of the World"

Część 2:
1. "Invisible"
2. "Even Better Than the Real Thing"
3. "Mysterious Ways"
4. "Elevation"
5. "Desire"
6. "Every Breaking Wave"
7. "October"
8. "Bullet the Blue Sky"
9. "Zooropa"
10. "Pride (in the Name of Love)"
11. "With or Without You"
12. "Where the Streets Have No Name"

Bisy:
1. "Beautiful Day"
2. "City of Blinding Lights"
3. "One"

## Lista koncertów

### Ameryka Północna
- 14 i 15 maja – Vancouver, Kanada – Rogers Arena
- 18 i 19 maja – San Jose, Kalifornia, USA – SAP Center
- 22 i 23 maja – Phoenix, Arizona, USA – Talking Stick Resort Arena
- 26, 27, 30 i 31 maja oraz 3 czerwca – Inglewood, Kalifornia, USA – Kia Forum
- 6 i 7 czerwca – Denver, Kolorado, USA – Pepsi Center
- 12, 13, 16 i 17 czerwca – Montreal, Kanada – Bell Centre
- 24, 25, 28, 29 czerwca oraz 2 lipca – Chicago, Illinois, USA – United Center
- 6 i 7 lipca – Toronto, Kanada – Air Canada Centre
- 10, 11, 14 i 15 lipca – Boston, Massachusetts, USA – TD Garden
- 18, 19, 22, 23, 26, 27, 30 i 31 lipca – New York City, Nowy Jork, USA – Madison Square Garden

### Europa
- 4 i 5 września – Turyn, Włochy – Pala Alpitour
- 8, 9, 12 i 13 września – Amsterdam, Holandia – Ziggo Dome
- 16, 17, 21 i 22 września – Sztokholm, Szwecja – Ericsson Globe
- 24, 25, 28 i 29 września – Berlin, Niemcy – Mercedes Benz-Arena
- 5, 6, 9 i 10 października – Barcelona, Hiszpania – Palau Sant Jordi
- 13 i 14 października – Antwerpia, Belgia – Sportpaleis Antwerp
- 17 i 18 października – Kolonia, Niemcy – Lanxess Arena
- 25, 26, 29 i 30 października oraz 2 i 3 listopada – Londyn, Anglia – The O2 Arena
- 6 i 7 listopada – Glasgow, Szkocja – The SSE Hydro
- 10 i 11 listopada – Paryż, Francja – AccorHotels Arena
- 18 i 19 listopada – Belfast, Irlandia Północna – SSE Arena
- 23, 24, 27 i 28 listopada – Dublin, Irlandia – 3Arena
- 6 i 7 grudnia – Paryż, Francja – AccorHotels Arena